# Большой Кристап (кинофестиваль)
Кинофестиваль «Большой Кристап» (латыш. Nacionālais filmu festivāls Lielais Kristaps) — национальный кинофестиваль, посвящённый достижениям латвийского кино. Проводится осенью или весной на главных киноплощадках Риги.

## История
Впервые был проведён под патронажем Союза кинематографистов Латвийской ССР в 1977 году. До 1991 года был ежегодным, в настоящее время проводится один раз в два или три года.
На фестивале 2009 года награды присуждались в 24 номинациях. В 2012 году организаторами фестиваля была применена двухступенчатая система оценки представленных на конкурс фильмов. На первом этапе фильмы оценивают и предлагают на номинации группы экспертов из профессиональных организаций, связанных с кинопроизводством: Латвийская ассоциация кинопродюсеров, Гильдия кинооператоров, Гильдия кинохудожников, FIPRESCI Latvia. На втором этапе жюри фестиваля определяют победителей. С этого же года жюри стало международным.
Своё имя кинофестиваль получил в честь фольклоризировавшегося в средневековой Риге образа св. Христофора (покровителя перевозчиков, плотовщиков и носильщиков).
В качестве почётного трофея победителям вручается деревянная фигурка Большого Кристапа (копия исторической скульптуры).

## Основные награды

### Лучший полнометражный игровой фильм
- 1977 — Мальчуган / Puika — режиссёр Айварс Фрейманис
- 1978 — Театр / Tēatris — режиссёр Янис Стрейч
- 1979 — не присуждался
- 1980 — Пожелай мне нелётной погоды / Novēli man lidojumam nelabvēlīgu laiku — режиссёр Варис Брасла
- 1981 — Лимузин цвета белой ночи / Limuzīns jāņu nakts krāsā — режиссёр Янис Стрейч
- 1982 — не присуждался
- 1983 — не присуждался
- 1984 — не присуждался
- 1985 — Проделки сорванца / Emīla nedarbi — режиссёр Варис Брасла
- 1986 — Свечка, яркая как солнце / Saulessvece — режиссёр Луция Лочмеле
- 1987 — не присуждался
- 1988 — О любви говорить не будем / Par mīlestību pašreiz nerunāsim — режиссёр Варис Брасла
- 1989 — Судьбинушка / Dzīvīte — режиссёр Айварс Фрейманис
- 1990 — Райский сад Евы / Ievas paradīzes dārzs — режиссёр Арвидс Криевс
- 1991 — Дитя человеческое / Cilvēka bērns — режиссёр Янис Стрейч
- 1993 — Клетка / Būris — режиссёр Ансис Эпнерс
- 1996 — не присуждался'
- 1998 — Повреждённое гнездо / Izpostītā ligzda — режиссёр Армандс Звирбулис
- 2000 — Свадьба / Kāzas — режиссёр Виестурс Кайриш
- 2001 — По дороге уходя / Pa ceļam aizejot — режиссёр Виестурс Кайриш
- 2003 — Питон / Pitons — режиссёр Лайла Пакалниня
- 2005 — Водяная бомба для кота-толстяка / Ūdensbumba resnajam runcim — режиссёр Варис Брасла
- 2007 — Вогельфрай / Vogelfrei — режиссёры Янис Калейс, Гатис Шмитс, Янис Путнинс, Анна Видулея
- 2009 — Ненужные люди / Nereikalingi žmonės — режиссёр Марис Мартинсонс
- 2012 — Гольфстрим под айсбергом — режиссёр Евгений Пашкевич
- 2014 — Мама, я тебя люблю / Mammu, es tevi mīlu — режиссёр Янис Нордс

### Лучший документальный фильм
- 1978 — Женщина, которую ждут / Sieviete, kuru gaida — режиссёр Ивар Селецкис
- 1979 — Четверо ищут миллион / Četri meklē miljonu — режиссёр Ансис Эпнерс
- 1980 — Разговор с королевой / Saruna ar karalieni — режиссёр Роланд Калныньш
- 1981 — не присуждался
- 1982 — Созвездие стрелков / Strēlnieku zvaigznājs — режиссёр Юрис Подниекс
- 1983 — не присуждался
- 1984 — не присуждался
- 1985 — Катит Сизиф камень / Veļ Sīzifs akmeni — режиссёр Юрис Подниекс
- 1986 — Легко ли быть молодым? / Vai viegli būt jaunam? — режиссёр Юрис Подниекс
- 1987 — Светотень / Gaismēnas — режиссёр Арнис Акменьлаук
- 1988 — Улица Поперечная / Šķērsiela — режиссёр Ивар Селецкис
- 1989 — Янис Берзиньш. Глава разведки / Jānis Berziņš. Izlūkdienesta priekšnieks — режиссёр Ромуальд Пипарс
- 1990 — Я — латыш / Es esmu latvietis — режиссёр Ансис Эпнерс
- 1991 — Крестный путь / Krustceļš — режиссёр Юрис Подниекс
- 1993 — Наивисты / Naivie — режиссёр Дайнис Клява
- 1996 — не присуждался
- 1998 — Остров в небесах / Debesu sala — режиссёр Иво Калпениекс
- 2000 — Новые времена на улице Поперечной / Jaunie laiki Šķērsielā — режиссёр Ивар Селецкис
- 2001 — Рига. Десять лет спустя / Rīga. Desmit gadus pēc — режиссёр Арта Бисениеце
- 2003 — Время идёт / Bet stunda nāk — режиссёр Юрис Пошкус
- 2005 — Черви / Tārps — режиссёр Андис Мизишс
- 2007 — Мой муж — Андрей Сахаров / Mans vīrs Andrejs Saharovs — режиссёр Инара Колмане
- 2009 — Бекон, масло и моя мама / Bekons, sviests un mana Mamma — режиссёр Илзе Бурковска-Якобсена
- 2012 — Документалист — режиссёр Иварс Звиедрс
- 2014 — На кону Латвия / Uz spēles Latvija — режиссёр Петерис Крыловс

### Лучший мультипликационный (анимационный) фильм
- 1980 — Как я ехал к деве Севера / Kā es braucu Ziemeļmeitas lūkoties — режиссёр Розе Стиебра
- 1981 — Бимини / Bimini — режиссёр Арнолдс Буровс
- 1983 — У меня в кармане / Kabata — режиссёр Розе Стиебра
- 1984 — Мечта / Sapnis — режиссёр Арнолдс Буровс
- 1985 — Фантадром. Соль / Fantadroms. Sāls — режиссёр Ансис Берзиньш
- 1986 — Принцесса и пума / Trilogy Sapnis, Pēdējā lapa, Princese un puma — режиссёр Арнолдс Буровс
- 1987 — Черепахи / Bruņurupuči — режиссёр Ансис Берзиньш
- 1988 — Считалки в картинках / Skatāmpanti — режиссёр Розе Стиебра
- 1990 — Шалости / Rezgalības I — режиссёр Янис Цимерманис
- 1991 — не присуждался
- 1993 — Несс и Несси / Ness un Nesija — режиссёр Розе Стиебра
- 1996 — Мунк и Лемми / Munks un Lemijs — режиссёр Нилс Скапанс
- 1998 — Сказочка / Pasaciņas. Miega vilcieniņš — режиссёр Розе Стиебра
- 2000 — Чертенята / Velniņi — режиссёр Инга Риба
- 2001 — Необычные рижане / Neparastie rīdzinieki — режиссёр Розе Стиебра
- 2003 — Дедушкин мёд / Vectēva medus — режиссёр Владимир Лещёв
- 2005 — Бессонница / Bezmiegs — режиссёр Владимир Лещёв
- 2007 — Лотте из городка Изобретателей / Lote no Izgudrotāju ciema — режиссёры Хейки Эрнитс и Янно Пылдма
- 2009 — Крылья и вёсла / Spārni un airi — режиссёр Владимир Лещёв
- 2012 — Проглотить жабу — режиссёр Юргис Красонс
- 2014 — Камни в моих карманах / Akmeņi manās kabatās — режиссёр Сигне Баумане
- 2019 — Таинственный остров / Projām — режиссёр Гинтс Зилбалодис
- 2024 — Поток / Straume — режиссёр Гинтс Зилбалодис

### Лучший короткометражный фильм
- 2000 — Небывальщина по-латышски / Latvietis pūš pīlītes — режиссёр Агнесе Буле
- 2001 — Оступившийся / Klupiens — режиссёр Андис Мизишс
- 2003 — не присуждался
- 2005 — Агент влюбляется / Aģents iemīlas — режиссёр Гатис Шмитс
- 2007 — Вода / Ūdens — режиссёр Лайла Пакалниня
- 2009 — Одержимость / Apsēstība — режиссёр Иварс Тонтегоде
- 2012 — Фильм / Filma — режиссёры Иво Бриедис и Мара Кимеле
- 2014 — Немного дольше / Mazliet ilgāk — режиссёр Станислав Токалов

### Лучший сценарист
- 1988 — Олег Манджиев за сценарий к фильму «Гадание на бараньей лопатке»
- 1989 — Айварс Фрейманис за сценарий к фильму «Судьбинушка»
- 2000 — Майя Амолиня за сценарий к фильму «Марис Янсонс»
- 2001 — Томас Раудамс, Петерис Симмс за сценарий к фильму «Верная рука»
- 2003 — Викторс Дукс, Аскольд Саулитис за сценарий к фильму «Keep smiling!»
- 2005 — Алвис Лапиньш за сценарий к фильму «Водяная бомба для кота-толстяка»
- 2007 — Янис Калейс, Гатис Шмитс, Янис Путныньш, Анна Видулея за сценарий к фильму «Vogelfrei»
- 2009 — Паулс Банковскис за сценарий к фильму «Клуцис — неправильный латыш»
- 2014 — Сигне Баумане за сценарий к анимационному фильму «Камни в моих карманах»

### Лучший режиссёр
- 1988 — Ада Неретниеце за фильм «Гадание на бараньей лопатке»
- 1989 — Айварс Фрейманис за фильм «Судьбинушка»
- 2000 — Петерис Симмс за новеллу «Аида» в фильме «Три рассказа о …»
- 2001 — Петерис Симмс за фильм «Верная рука»
- 2005 — Гатис Шмитс за фильм «Агент влюбляется»
- 2007 — Юрис Пошкус за фильм «Монотонность»
- 2009 — Армандс Звирбулис за фильм «Маленькие грабители»
- 2012 — Евгений Пашкевич за фильм «Гольфстрим под айсбергом»
- 2014 — Янис Нордс за фильм «Мама, я тебя люблю»

### Лучшая актриса
- 1988 — Илзе Рудольфа за роль в фильме «О любви говорить не будем»
- 1989 — Индра Брике за роль Дарты в фильме «Судьбинушка»
- 2000 — Нора Вейгнере за роль в фильме «Анна»
- 2001 — Резия Калниня за роль Маргиты в фильме «Верная рука»
- 2003 — Кристине Неварауска за роль в фильме «Sauja ložu»
- 2005 — Аквелина Ливмане за роль в фильме «Осенняя роза»
- 2007 — Ивета Поле за роль в фильме «Монотонность»
- 2012 — Ивета Поле за роль Симоны в фильме «Kolka Cool»
- 2014 — Вита Варпиня за роль матери в фильме «Мама, я тебя люблю»
- 2018 — Элита Клявиня за роль Элиты в фильме «Рига (дубль 1)»

### Лучший актёр
- 1988 — Тыну Карк за роль Сергея Яновича в фильме «Всё нормально»
- 1989 — Эдуард Павулс за роль Зитара в фильме «Семья Зитаров»
- 1998 — Артурс Скрастиньш за роль Бейсикса в фильме «Жернова судьбы»
- 2000 — Андрис Кейшс за роль в фильме «Свадьба»
- 2001 — Ренарс Кауперс за роль Юзика в фильме «Мистерия старой управы»
- 2003 — Вольдемар Карпачс за роль в фильме «Последний советский фильм»
- 2005 — Рудольф Плепис за роль в фильме «Белый зверь»
- 2007 — Юрис Жагарс за роль в фильме «Tumšie brieži»
- 2012 — Андрис Кейшс за роль в фильме «Возвращение сержанта Лапиньша» и Ромуальд Анцанс за роль в фильме «Наследие Рудольфа»
- 2014 — Янис Аманис за роль Вальдемара Бауманиса в фильме «Команда мечты 1935»